# کلیسای جامع سنت پیتر و پاول
کلیسای جامع سنت پیتر و پاول (به روسی: Петропавловский собор) یک کلیسای جامع ارتدکس روسی است که در قلعه پیتر و پاول در سنت پترزبورگ روسیه واقع شده است. این کلیسا اولین و قدیمی‌ترین بنای دیدنی در سنت پترزبورگ است که بین سال‌های ۱۷۱۲ تا ۱۷۳۳ در جزیره زایچی در امتداد رود نوا ساخته شده. هم کلیسای جامع و هم قلعه از ابتدا زیر نظر پتر کبیر ساخته شده و توسط دومنیکو ترتزینی، معمار سوئیسی طراحی شده‌اند. برج ناقوس این کلیسای جامع، بلندترین برج ناقوس یک کلیسای ارتدکسی در جهان است. تمام امپراتوران و امپراتریس‌های روسیه به استثنای پتر دوم و ایوان ششم، در این مکان دفن شده‌اند. نیکلای دوم و خانواده‌اش که به دست بلشویک‌ها اعدام شدند، سرانجام بقایایشان پس از ۸۰ سال در ۱۹۹۸، در این کلیسا تدفین شد. این بنا امروزه از جاذبه‌های گردشگری برجستهٔ شهر سنت پترزبورگ است.